# Colostitán
Colostitán är en ort i Mexiko.   Den ligger i kommunen Hueyapan och delstaten Puebla, i den sydöstra delen av landet, 180 km öster om huvudstaden Mexico City. Colostitán ligger 1 661 meter över havet och antalet invånare är 148.
Terrängen runt Colostitán är kuperad söderut, men norrut är den bergig. Terrängen runt Colostitán sluttar norrut. Runt Colostitán är det tätbefolkat, med 343 invånare per kvadratkilometer. Närmaste större samhälle är Teziutlan, 10,6 km sydost om Colostitán. Omgivningarna runt Colostitán är en mosaik av jordbruksmark och naturlig växtlighet.